# Bojan Lhotka
Bojan Lhotka (Zagreb, 5. svibnja 1946.) hrvatski je violončelist.

## Biografija
Lhotkino bavljenje glazbom proisteklo je iz obiteljskog konteksta. I njegov djed, Fran Lhotka kao i njegov otac, Ivo Lhotka-Kalinski bili su poznati skladatelji. O svojim glazbenim počecima sam umjetnik kaže: "Prve poduke dobio sam u obiteljskom krugu, gdje je glazba bila imperativ. Stoga ne mogu sa sigurnošću tvrditi da sam već kao šestogodišnjak sam odabrao violončelo kao svoj budući instrument. Sklon sam vjerovati da je toj odluci mojih roditelja kumovao naš obiteljski prijatelj Antonio Janigro, ugledni koncertant i dirigent, a u to doba i profesor na Muzičkoj akademiji u Zagrebu. Uz česte konzultacije s Janigrom violončelo sam do upisa na Muzičku akademiju učio kod prof. Zvonka Pomykala, koji je također bio stalni član Zagrebačkih solista." 
Studij violončela u klasi prof. Milana Nagya Bojan Lhotka okončao je nadasve uspješnim diplomskim ispitom, za koji mu je Odbor violončelista Zagreba (članovi: Antonio Janigro, Rudolf Matz i Zvonko Pomykalo) god. 1967. dodijelio počasnu nagradu Antonija Janigra. Potom je uslijedilo usavršavanje u inozemstvu kod uglednih koncertanata i čelističkih pedagoga Enrica Mainardija (Rim) i Andrea Navarre (Pariz). 
Nakon usavršavanja započela je intenzivna Lhotkina čelistička djelatnost kojom se umjetnik u podjednakoj mjeri profilirao kao vrstan solist, komorni glazbenik i orkestralni glazbenik. Ubrzo je postao solo-violončelist Zagrebačke filharmonije. U ovom vodećem hrvatskom simfonijskom orkestru u kojemu i nadalje uspješno djeluje kao vođa dionice Lhotkine su interpretacije eksponiranih čelističkih sola često plijenile pozornost koncertne publike, a nerijetko ih je apostrofirala i recentna glazbena kritika.
Predsjednik Republike Hrvatske, g. Franjo Tuđman, odlikovao ga je Redom Danice Hrvatske s likom Marka Marulića.

## Međunarodno djelovanje
Kao istaknut orkestralni glazbenik upravo je Bojan Lhotka predstavljao našu zemlju u Svjetskom simfonijskom orkestru na turneji po SAD-u 1971., te u Svjetskom filharmonijskom orkestru koji je pod ravnanjem Carla Marie Giulinija god. 1985. koncertirao u Europi i SAD-u. Počev od god. 1995. Lhotka obnaša ekskluzivnu dužnost predsjednika Hrvatske olimpijske delegacije u kulturi.

## Koncertno djelovanje
Bojan Lhotka svoj je čelistički repertoar sustavno obogaćivao i solističkim skladbama komornijeg karaktera (najznačajniji sonatni opusi majstora klasike, romantike i 20. stoljeća), priređujući recitale s uglednim hrvatskim pijanistima (Mirna Nochta, Mira Flies-Šimatović, Fred Došek, Ranko Filjak, Jurica Murai, Vladimir Krpan i dr.) Osim spomenutih recitala, uspješno je djelovao u nekima od vodećih hrvatskih komornih sastava, među kojima bismo posebice izdvojili "Schubert-ansambl", gudački kvartet "Stratik", gudački kvartet "Klima" te prigodno oformljena trija i kvartete s kojima je primjerice na Varaždinskim baroknim večerima izvodio instrumentalne cikluse J. Ph. Rameaua, G. F. Händela itd.
Svoje najznačajnije solističke nastupe Bojan Lhotka ostvario je uz pratnju svoga matičnog orkestra – Zagrebačke filharmonije. Pod ravnanjem najpoznatijih hrvatskih i svjetski poznatih inozemnih dirigenata Lhotka je izveo niz koncerata u rasponu od baroka do glazbe našega vremena. Posebice ovom prilikom valja spomenuti Haydnovu Koncertantnu simfoniju (L. Hager, 1974.), Straussove Fantastične varijacije "Don Quichotte" (L. pl. Matačić, 1976.), Brahmsov Dvostruki koncert za violinu, violončelo i orkestar u a-molu, op. 102 (M. Bašić, 1977.), Hačaturjanov Koncert za violončelo i orkestar (M. Bašić, 1979.), "Pièces en concert" za violončelo i orkestar F. Couperina (E. Bauer, 1980.), Koncert za violončelo i orkestar u d-molu E. Laloa (R. Benzi, 1985.), "Schelomo" rapsodiju E. Blocha (M. Horvat, 1988.), itd. Neke od navedenih koncerata Lhotka je opetovano izvodio i pod ravnanjem sljedećih dirigenata: J. Šajnovića, V. Kranjčevića, A. Dmitrijeva, K. Onoa, L. Renesa.
Lhotkin osobit afinitet prema glazbi 20. stoljeća (Strauss, Bloch, Hačaturjan i dr.) posebno se manifestirao u njegovu izvanrednu interpretativnom doprinosu izvedbi Radičine skladbe Concerto abbreviato.

## Vanjske poveznice
Zagrebačka filharmonija  Arhivirana inačica izvorne stranice od 7. listopada 2022. (Wayback Machine)

Hrvatsko društvo glazbenih umjetnika  Arhivirana inačica izvorne stranice od 23. ožujka 2012. (Wayback Machine)